# الكناني (قفل شمر)

تعديل مصدري - تعديل

الكناني هي إحدى قرى عزلة المخلاف بمديرية قفل شمر التابعة لمحافظة حجة، بلغ تعداد سكانها 509 نسمة حسب تعداد اليمن لعام 2004.